# Fryšavský kopec
Fryšavský kopec je lidový název pro vrchol v pohoří Žďárské vrchy. Nalézá se 4 km jiho-jihozápadně od Devíti skal, 3 km západně od Fryšavy, na katastrálním území obce Cikháj.
Pouze mělkými sedly je tento vrchol oddělen od dalších významných vrcholů Žďárských vrchů Křivého javoru a Žákovy hory. Vrchol kopce je zalesněný, bez rozhledu. Vede na něj modrá turistická značka od Třech Studní. Poblíž vrcholu se nachází pomník partyzánské brigády Mistr Jan Hus.

## Galerie

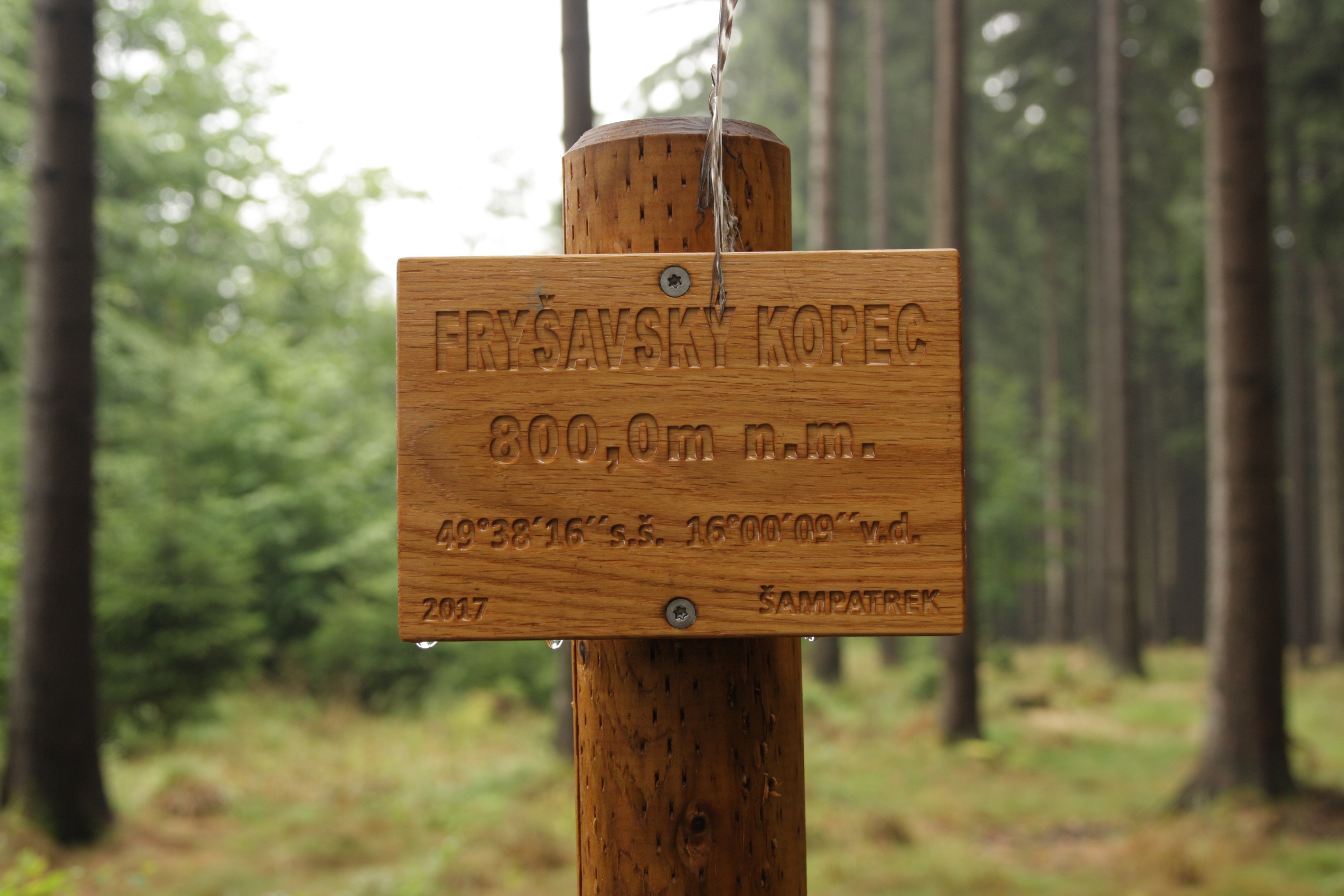
tabulka na vrcholu
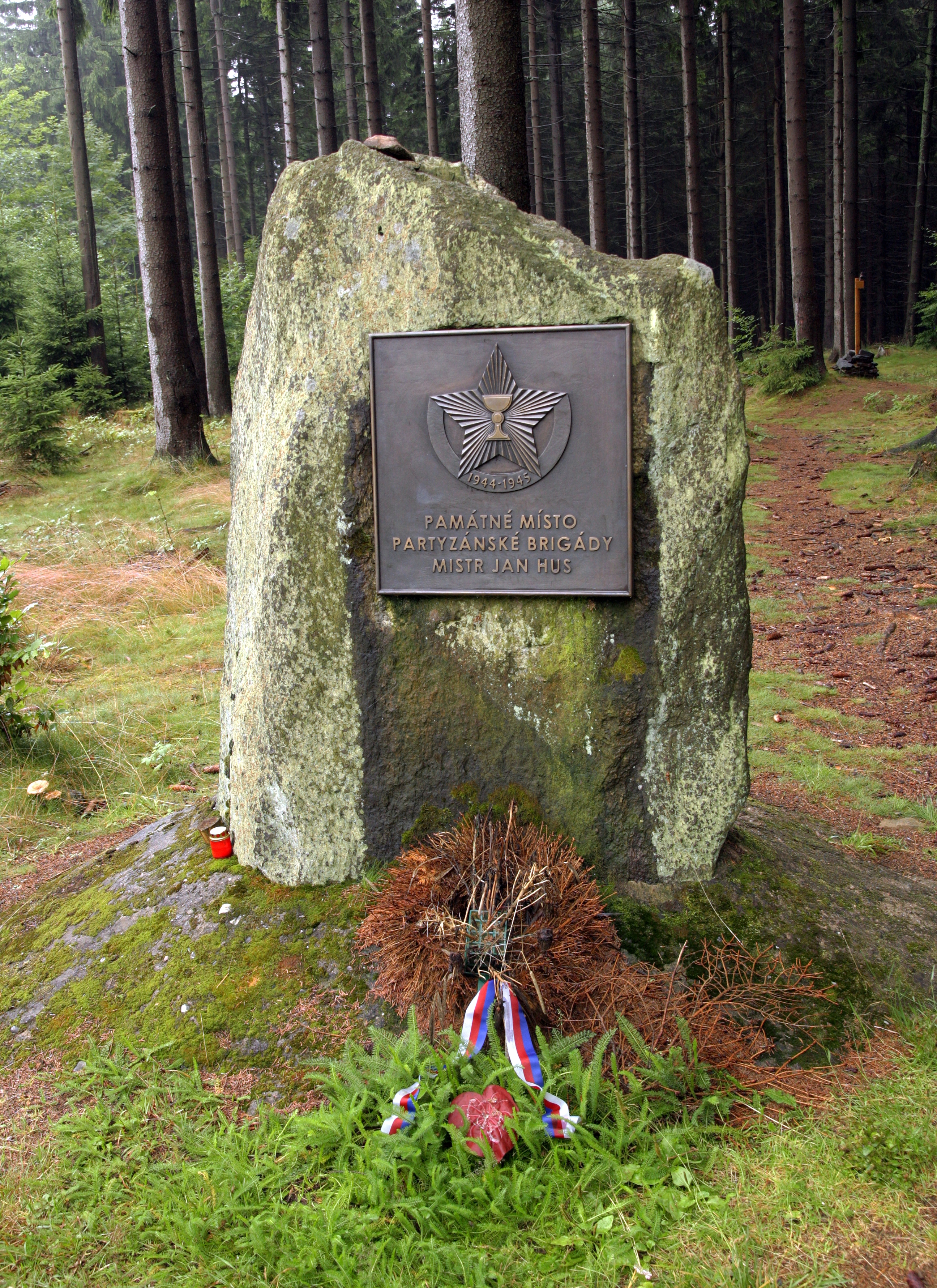
partyzánský památník na vrcholu
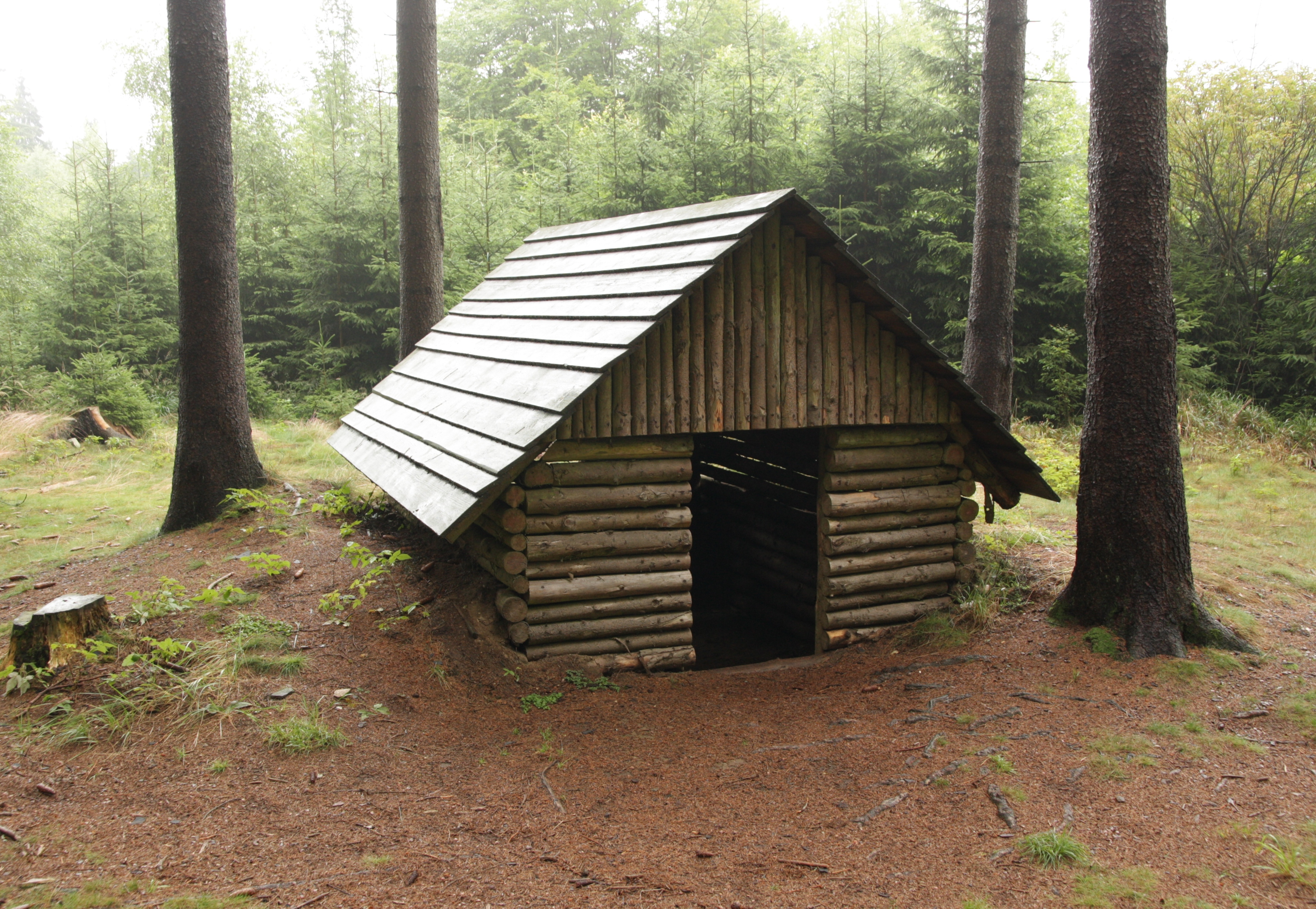
dřevěnice u vrcholu